# Mi chiedi solo amore/Senza parole
Mi chiedi solo amore/Senza parole è il secondo singolo discografico di Luigi Tenco, pubblicato in Italia nel 1959.

## Descrizione
Nel 1959 Tenco registrò i primi brani (Giurami Tu, Mai, Mi chiedi solo amore e Senza parole) con la Dischi Ricordi che verranno pubblicati prima in un EP con il gruppo dei Cavalieri e poi verranno  riproposti in formato singolo a nome suo (in questo secondo singolo compare accreditato solamente come Tenco). Dopo queste prime pubblicazioni iniziò a usare diversi nomi d'arte come "Gigi Mai", "Dick Ventuno" o "Gordon Cliff" per evitare problemi con la sua carriera universitaria; (la  prima pubblicazione col suo vero nome completo arriverà solo nel 1960.

## Tracce
LATO A
1. Mi chiedi solo amore – 2:09 (testo: Luigi Tenco – musica: Gianfranco Reverberi)

LATO B
1. Senza parole – 3:25 (testo: Giorgio Calabrese – musica: Gianfranco Reverberi)

## Formazione
- Luigi Tenco - voce, sax contralto
- Nando De Luca - batteria
- Paolo Tomelleri - contrabbasso
- Enzo Jannacci - pianoforte
- Gian Franco Reverberi - vibrafono